# 桃園市立草漯國民中學
桃園市立草漯國民中學（英文：Caota Junior High School），簡稱草漯國中、漯中，位於台灣桃園市觀音區。

## 校園歷史

### 歷史沿革
- 1972年成立桃園縣立草漯國民中學籌備處
- 1975年成立桃園縣立草漯國民中學
- 1986年成立附設補習學校
- 2014年12月25日因應桃園縣改制為桃園市，更名為桃園市立草漯國民中學。

### 歷任校長
| 任期 | 姓名       | 任職日期  | 離職日期  | 備註                                                           |
| ---- | ---------- | --------- | --------- | -------------------------------------------------------------- |
| 1    | 宮繼昌先生 | 1975年8月 | 1983年2月 | 原屏東縣立正成國民中學校長轉任，卒於任內。                     |
| 2    | 楊中柱先生 | 1983年8月 | 1990年7月 | 原桃園縣立介壽國民中學校長轉任，任滿退休。                     |
| 3    | 陳桂育女士 | 1990年8月 | 1993年2月 | 原臺東縣立大王國民中學校長轉任，調任桃園縣立大竹國民中學。     |
| 4    | 鍾禮章先生 | 1993年8月 | 1994年7月 | 原新竹縣立員東國民中學校長轉任，調任桃園縣立大溪國民中學。     |
| 5    | 徐傑添先生 | 1994年8月 | 1996年7月 | 原桃園縣立中壢國民中學教務主任升任，調任桃園縣立凌雲國民中學。 |
| 6    | 陳欽興先生 | 1996年8月 | 1997年7月 | 原臺東縣立長濱國民中學教務主任升任，調回原校。                 |
| 7    | 邵德佳女士 | 1997年8月 | 1999年7月 | 原臺北縣立貢寮國民中學校長轉任，調任桃園縣立龍潭國民中學。     |
| 8    | 羅新炎先生 | 1999年8月 | 2001年7月 | 原桃園縣立平鎮國民中學學務主任升任，調任桃園縣立楊梅國民中學。 |
| 9    | 劉邦庚先生 | 2001年8月 | 2004年7月 | 原桃園縣教育局督學轉任，調任桃園縣立東安國民中學。             |
| 10   | 傅瑜雯女士 | 2004年8月 | 2007年7月 | 原桃園縣立慈文國民中學分校主任升任，調任桃園縣立壽山國民中學。 |
| 11   | 曾發田先生 | 2007年8月 | 2009年7月 | 原桃園縣立龍興國民中學校長轉任，任內退休。                     |
| 12   | 江樹嶸先生 | 2009年8月 | 2012年7月 | 原桃園縣立仁和國民中學總務主任升任，調任桃園縣立楊梅國民中學。 |
| 13   | 劉秀滿女士 | 2012年8月 | 2015年7月 | 原桃園縣立福豐國民中學教務主任升任，任滿退休。                 |
| 14   | 呂芳川先生 | 2015年8月 | 2020年7月 | 原桃園市立會稽國民中學總務主任升任，調任桃園市立山腳國民中學。 |
| 15   | 莫麗珍女士 | 2020年8月 | 現任      | 原桃園市立武漢國民中學校長轉任。                               |

## 學區
- 觀音區：草漯里、草新里、保障里、塔腳里、樹林里、富林里（第1－5、7－11鄰）[1]。
- 大園區：北港里（第3鄰）【為草漯、大園國中共同學區】、南港里（第3、14、24－26鄰）【為草漯、大園國中共同學區】。

## 外部連結
- 桃園市立草漯國民中學 （页面存档备份，存于）